# Shadowhunters (serie televisiva)
Shadowhunters: The Mortal Instruments è una serie televisiva statunitense trasmessa dal 12 gennaio 2016 dal canale via cavo Freeform e pubblicata dal 13 gennaio 2016 su Netflix.
Si tratta di un adattamento della saga letteraria The Mortal Instruments, in Italia pubblicata con il titolo Shadowhunters dell'autrice Cassandra Clare. La prima stagione, composta da 13 episodi, rappresenta un'unione dei primi due romanzi della saga, Città di ossa e Città di cenere. La seconda stagione è composta da 20 episodi, inizialmente trasmessa in due parti e successivamente unite in un'unica stagione, e si basa principalmente sul terzo romanzo della saga, Città di vetro. La terza stagione è suddivisa in due parti: la prima è composta da 10 episodi basati sul quarto libro della saga Città degli angeli caduti, mentre la seconda è composta da 12 episodi finali basati sugli ultimi due libri della saga, Città della anime perdute e Città del fuoco celeste.

## Trama
Mille anni fa l'angelo Raziel ha mescolato il proprio sangue con quello degli esseri umani, dando così vita ai Nephilim, metà uomini e metà angeli che abitano il nostro mondo senza che nessuno possa vederli. Si chiamano Shadowhunters e obbediscono alle leggi fissate nel Libro Grigio. Il loro compito è dare la caccia ai demoni che portano rovina e distruzione.
Clary Fairchild è una ragazza perfettamente normale: studentessa alla Brooklyn Academy of Art, vive con la madre Jocelyn (sotto il falso cognome di "Fray") nel loro umile appartamento di New York e passa le sue giornate tra l'arte e il migliore amico Simon Lewis. Il giorno del suo diciottesimo compleanno, però, Clary passa la serata al Pandemonium Club, dove assiste a un omicidio che nessun altro - eccetto lei - riesce a vedere. Quando torna a casa, viene attaccata da un demone, ma il ragazzo che aveva visto poco prima al Club, Jace Wayland, la salva. Jace è uno Shadowhunter, metà umano e metà angelo che protegge i Mondani (persone appartenenti al mondo degli umani) dai demoni, e, quando si scopre che anche Clary è una di loro, Jace, insieme ai compagni cacciatori Isabelle e Alec, l'aiuta a scoprire se stessa. Clary deve comprendere il prima possibile il potenziale che c'è in lei per poter sconfiggere Valentine Morgenstern, l'uomo più ricercato nel mondo degli Shadowhunters e dei Nascosti, che fino a poco tempo prima si credeva morto ma che ora vuole ottenere la Coppa Mortale, uno strumento che gli permetterà di creare nuovi Shadowhunters che lo aiuteranno a sterminare i Nascosti, ovvero seelie, vampiri, licantropi e stregoni.

## Episodi
| Stagione         | Episodi | Episodi | Prima TV USA | Prima TV USA | Pubblicazione Italia | Pubblicazione Italia |
| ---------------- | ------- | ------- | ------------ | ------------ | -------------------- | -------------------- |
| Prima stagione   | 13      | 13      | 2016         | 2016         | 2016                 | 2016                 |
| Seconda stagione | 20      | 20      | 2017         | 2017         | 2017                 | 2017                 |
| Terza stagione   | 22      | 10      | 2018         | 2018         | 2018                 | 2018                 |
| Terza stagione   | 22      | 12      | 2019         | 2019         | 2019                 | 2019                 |

## Personaggi e interpreti

### Personaggi principali
- Clarissa "Clary" Adele Fairchild Morgenstern "Fray" (stagioni 1-3), interpretata da Katherine McNamara, doppiata da Rossa Caputo.
Clary è una promettente studentessa alla Brooklyn Academy of Art il cui brillante futuro deraglia quando sua madre viene rapita, scoprendo di essere una Shadowhunters. S'innamorerà di Jace, ma credendo di essere sua sorella, intraprenderà una relazione con Simon e si lasceranno quando Simon capirà che Clary prova dei sentimenti per Jace. Quando finalmente lei e Jace scopriranno di non essere in verità fratello e sorella, si metteranno ufficialmente insieme.
- Jonathan Christopher "Jace" Herondale (stagioni 1-3), interpretato da Dominic Sherwood, doppiato da Alessandro Ward.
Jace è uno Shadowhunter, Alec è il suo Parabatai. Jace venne affidato ai Lightwood dopo aver assistito da piccolo alla morte del padre, pensando fosse figlio di Michael Wayland. Si scopre poi essere un Herondale. S'innamorerà perdutamente di Clary anche se cercherà di reprimere i suoi sentimenti quando scopriranno il loro legame di sangue; scoprendo poi che era una bugia, si metteranno insieme.
- Simon Lewis (stagioni 1-3), interpretato da Alberto Rosende, doppiato da Emanuele Ruzza.
Il migliore amico di Clary, della quale è segretamente innamorato. Viene trasformato in un vampiro da Raphael, sotto richiesta di Clary, dopo che Camille lo aveva ucciso; dopo aver accettato la sua nuova natura entra a far parte del clan dei vampiri e nella terza stagione intraprende una relazione con Isabelle Lightwood.
- Isabelle "Izzy" Sophia Lightwood (stagioni 1-3), interpretata da Emeraude Toubia, doppiata da Giulia Franceschetti.
 Shadowhunter, sorella di Alec e Max. Inizialmente ha una relazione con Meliorn e successivamente con Raphael, ma nel corso della serie sarà costretta a fare un cambiamento drastico per impedire il collasso e la caduta in rovina della famiglia, ottenendo poi il suo lieto fine con Simon.
- Alexander "Alec" Gideon Lightwood (stagioni 1-3), interpretato da Matthew Daddario, doppiato da Flavio Aquilone.
Shadowhunter, fratello di Izzy e Max. Alec ha alle spalle anni di frustrazione e risentimento per esser dovuto crescere prima del tempo, prendendosi a carico l'Istituto e la famiglia. Inizialmente pensa di essere innamorato di Jace a causa del loro profondo legame fraterno di Parabatai, poi però per dare lustro al nome della famiglia si fidanzerà e convolerà a nozze con Lydia Branwell, per poi annullare il matrimonio e incontrare Magnus Bane, con il quale avrà una relazione e successivamente il matrimonio.
- Luke Garroway/Lucian Graymark (stagioni 1-3), interpretato da Isaiah Mustafa, doppiato da Fabrizio Vidale.
Poliziotto nel dipartimento di New York, molto legato alla madre di Clary, Jocelyn. È un ex Shadowhunter che è stato tradito dal suo, ormai ex, Parabatai Valentine Morgenstern, che tentò di ucciderlo, lasciandolo solo in una tana di lupi mannari. Luke però sopravvisse e divenne un licantropo. Nel corso della serie diventerà l'Alpha del clan di lupi mannari di New York.
- Magnus Bane (stagioni 1-3), interpretato da Harry Shum Jr., doppiato da Fabrizio Dolce.
Sommo Stregone di Brooklyn. In quanto Stregone è per metà demone e per metà umano ed è immortale. La sua presenza è imponente, ha una profonda connessione con il mondo dei Nascosti e sembra avere abbastanza autorità all'interno di essa. Nonostante la sua avversione per gli Shadowhunters, si innamora di Alec e poi si sposa con lui. È bisessuale.
- Maia Roberts (ricorrente stagione 2, stagione 3), interpretata da Alisha Wainwright, doppiata da Chiara Gioncardi.
È un licantropo e fa parte del branco di Luke. Essendo stata trasformata per errore dal suo ex ragazzo, nel corso della serie sarà tormentata da ricordi e sensi di colpa. Inoltre intraprenderà una relazione con Simon.

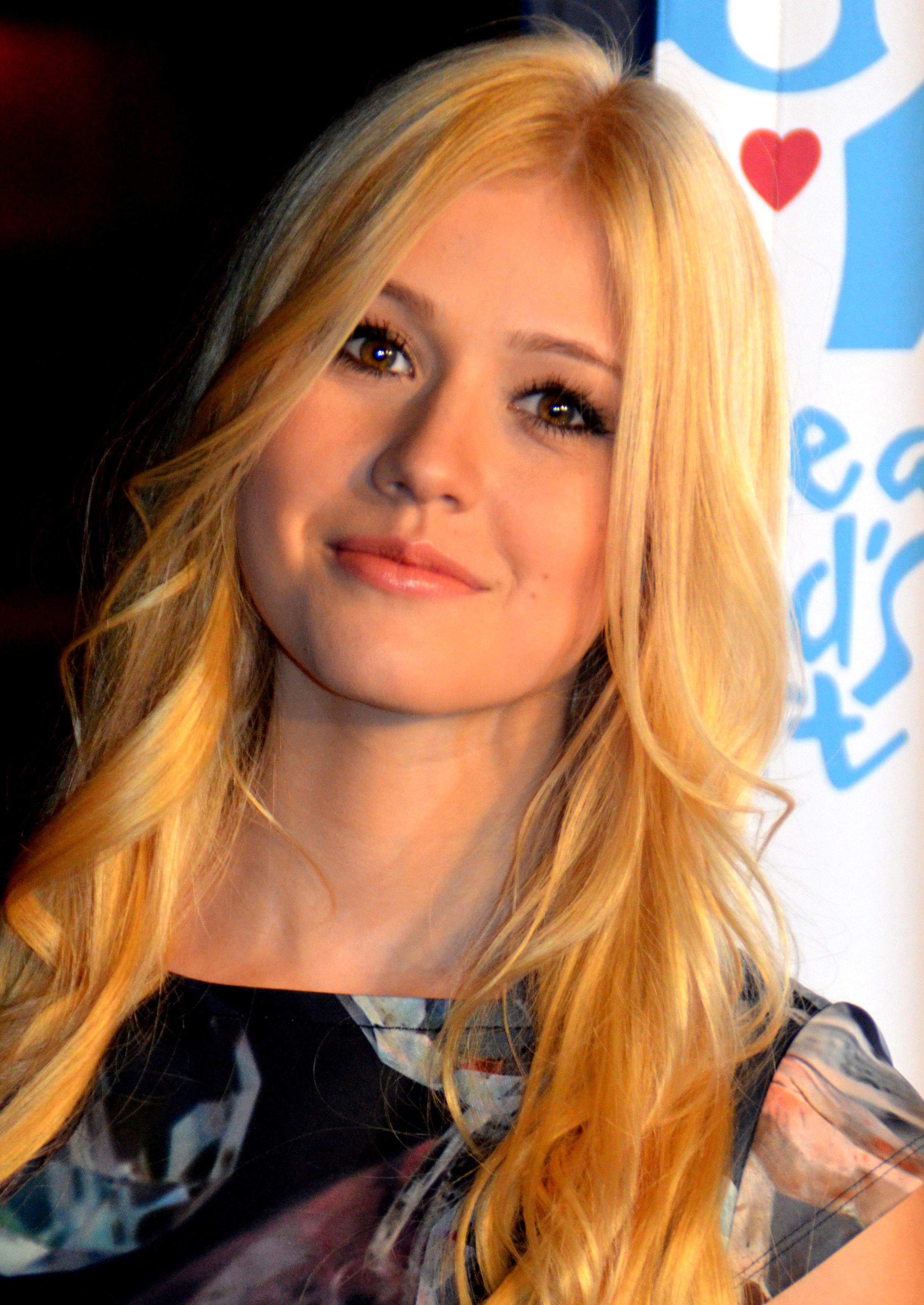
Katherine McNamara interpreta Clary Fray
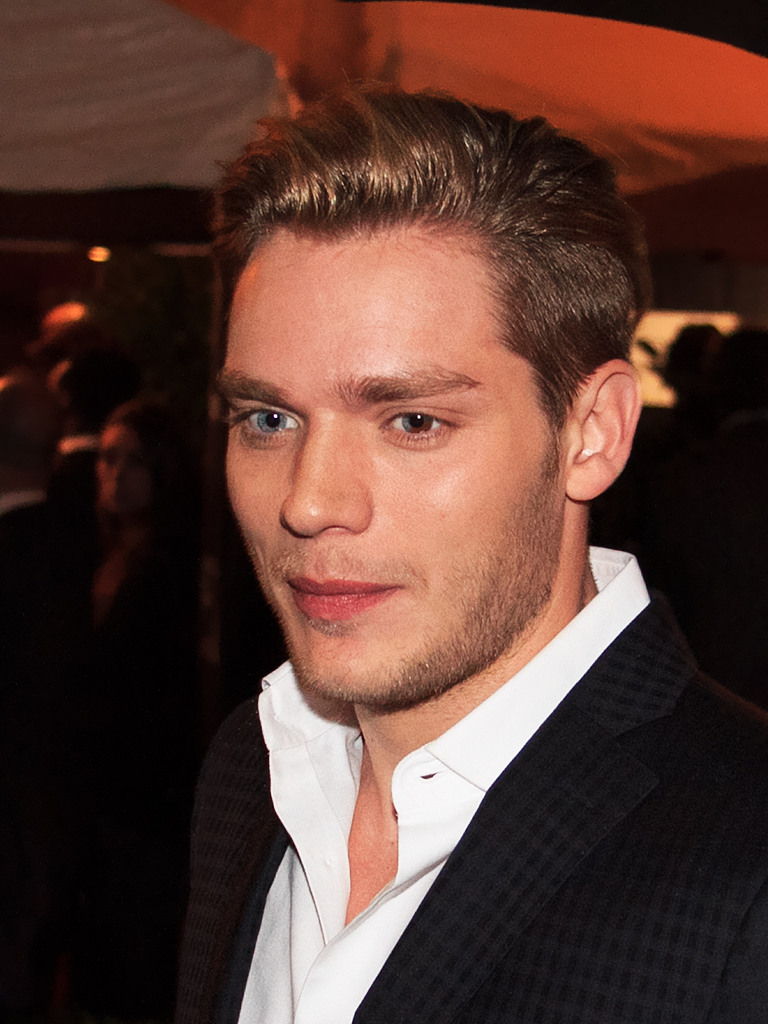
Dominic Sherwood interpreta Jace Herondale
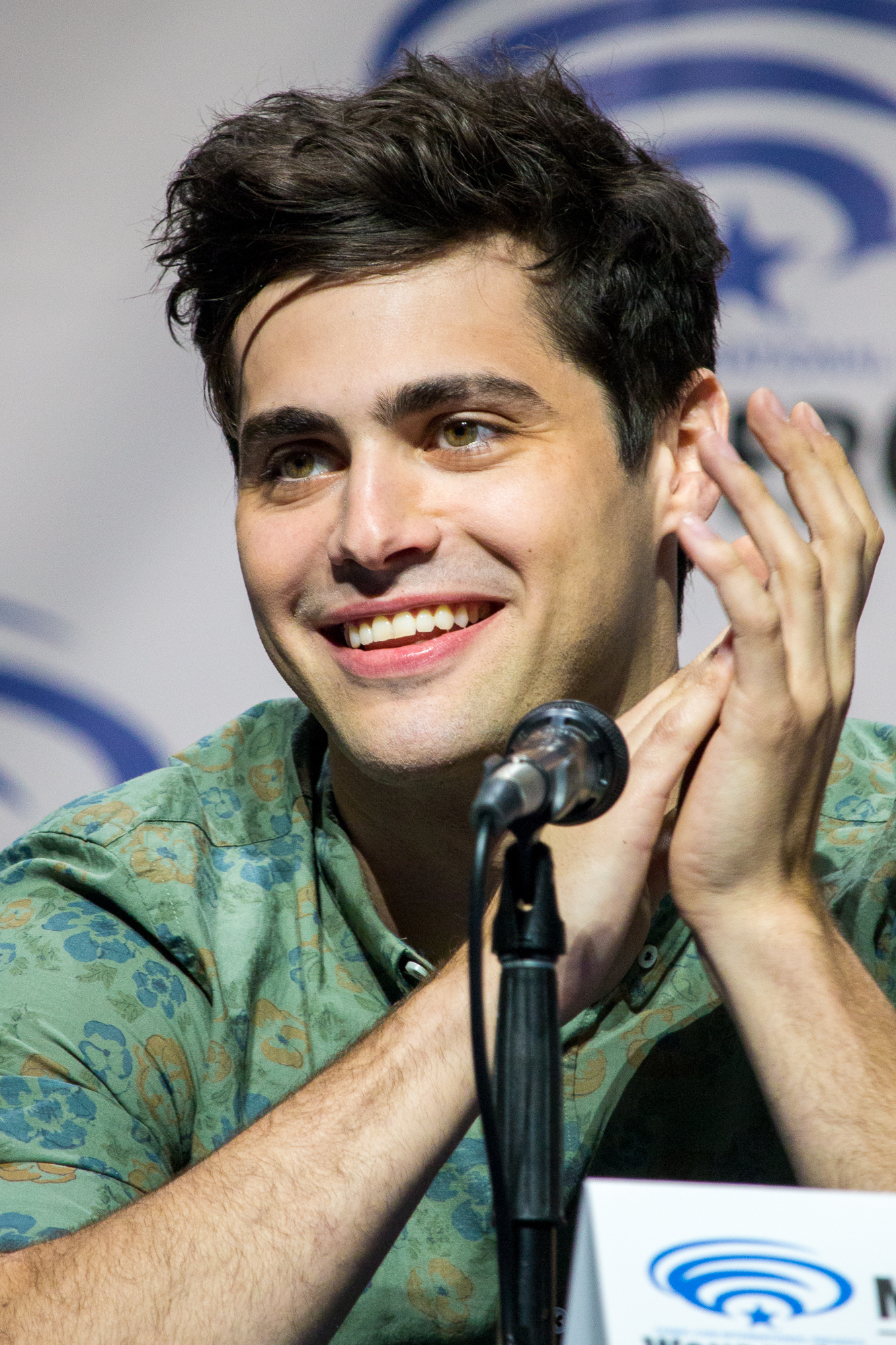
Matthew Daddario interpreta Alec Lightwood
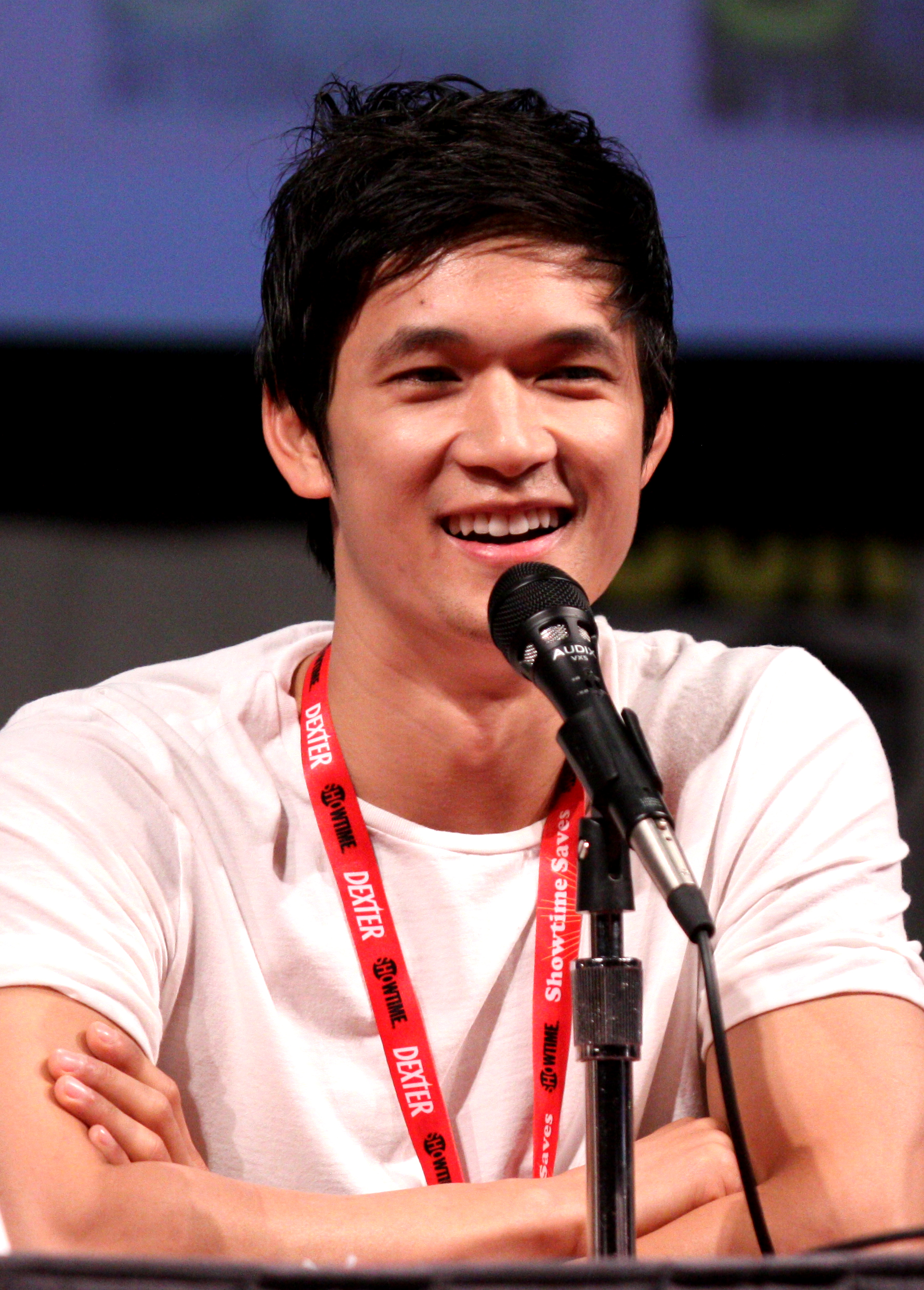
Harry Shum Jr. interpreta Magnus Bane
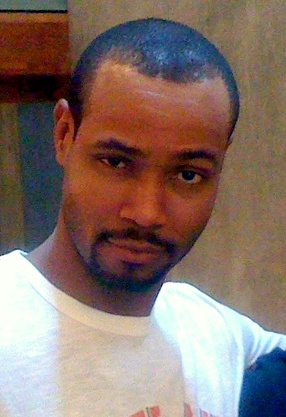
Isaiah Mustafa interpreta Luke Garroway

### Personaggi ricorrenti
- Valentine Morgenstern (stagioni 1-2, guest stagione 3), interpretato da Alan Van Sprang, doppiato da Stefano Thermes.
 È il padre di Clary. Cresce ed educa Jace fino all'età di circa undici anni e in seguito finge la sua morte. Shadowhunter spietato che vuole impadronirsi della Coppa Mortale, uno strumento che gli permetterà di creare un esercito per sterminare i Nascosti.
- Jocelyn Fairchild (stagioni 1-2, guest stagione 3), interpretata da Maxim Roy, doppiata da Monica Ward.
È la madre di Clary. Shadowhunter ex membro del Circolo di Valentine, si nasconde e riesce a ricostruire una vita migliore per sé e per Clary, lontano dagli Shadowhunters.
- Hodge Starkweather (stagione 1, guest stagione 2), interpretato da Jon Cor, doppiato da Francesco Venditti.
È l'addestratore di Shadowhunters all'interno dell'Istituto di New York ed un ex membro del Circolo di Valentine.
- Raphael Santiago (stagioni 1-3), interpretato da David Castro, doppiato da Alessio Nissolino.
Vampiro e braccio destro di Camille Belcourt. Dopo il suo tradimento, la surclassa prendendo il suo posto come capo del clan dei vampiri.
- Meliorn (stagioni 1-3), interpretato da Jade Hassouné, doppiato da Edoardo Stoppacciaro.
È un cavaliere della corte Seelie e ha una breve relazione con Isabelle.
- Camille Belcourt (stagione 1, guest stagione 2), interpretata da Kaitlyn Leeb, doppiata da Francesca Manicone.
Ex capo del clan dei vampiri di New York ed ex-amante di Magnus Bane.
- Maryse Lightwood (stagioni 1-3), interpretata da Nicola Correia-Damude, doppiata da Roberta Pellini.
È la madre di Alec, Isabelle e Max e madre adottiva di Jace. Moglie di Robert Lightwood con cui è a capo dell'Istituto di New York insieme al marito. È un ex membro del Circolo di Valentine.
- Robert Lightwood (stagione 1, guest stagioni 2-3), interpretato da Paulino Nunes, doppiato da Dario Oppido.
È il padre di Alec, Isabelle e Max e padre adottivo di Jace. Marito di Maryse Lightwood con cui è a capo dell'Istituto di New York. Ex membro del Circolo di Valentine. Aveva un Parabatai di nome Michael Wayland che era segretamente innamorato di lui.
- Max Lightwood (stagioni 1-2, guest stagione 3), interpretato da Jack Fulton.
È il fratello minore nella famiglia Lightwood.
- Elaine Lewis (stagioni 1-3), interpretata da Christina Cox, doppiata da Emanuela D'Amico. 
Madre di Simon.
- Rebecca Lewis (stagioni 2-3, guest stagione 1), interpretata da Holly Deveaux. 
Sorella di Simon.
- Lydia Branwell (stagioni 1-2), interpretata da Stephanie Bennett, doppiata da Valentina Mari.
È una rappresentante del Clave, promessa sposa di Alec.
- Raj (stagioni 1-2, guest stagione 3), interpretato da Raymond Ablack.
Shadowhunter dell'Istituto di New York.
- Madame "Dot" Dorothea (stagioni 1-2), interpretata da Vanessa Matsui, doppiata da Valentina Favazza.
È una strega e vicina di casa di Clary.
- Imogen Herondale (stagioni 2-3, guest stagione 1), interpretato da Mimi Kuzyk, doppiata da Antonella Giannini.
Inquisitrice della Città di Cenere inviata all'Istituto. Nonna di Jace.
- Alaric (stagioni 1-2), interpretato da Joel Labelle, doppiato da Daniele Giuliani.
È un licantropo del branco di Luke e suo braccio destro.
- Blackwell (stagione 1), interpretato da Jordan Hudyma.
Membro del Circolo e alleato di Valentine.
- Maureen Brown (stagione 1), interpretata da Shailene Garnett.
Amica mondana di Clary e Simon, di cui è segretamente innamorata.
- Capitano Susanna Vargas (stagione 1), interpretata da Lisa Marcos, doppiata da Maria Letizia Scifoni.
È il capo del distretto di polizia di New York.
- Fratello Geremia (stagioni 1-3), interpretato da Stephen R. Hart.
Membro del Conclave, protettore della Città di Ossa. È uno dei Fratelli Silenti.
- Pangborn (stagione 1), interpretato da Curtis Morgan, doppiato da Leonardo Graziano.
Membro del Circolo e alleato Valentine.
- Jonathan Christopher Morgenstern (stagioni 2-3), interpretato da Will Tudor (st. 2-3) e da Luke Baines (st. 3), doppiato da Fabrizio De Flaviis (st. 2-3) e Manuel Meli (st. 3)
Fratello di Clary, nonché figlio di Valentine, arriva a New York con le sembianze di Sebastian Verlac. Riprenderà il suo vero volto con l'aiuto di Lilith.
- Sebastian Verlac (stagione 2), interpretato da Will Tudor (st. 2), doppiato da Fabrizio De Flaviis (st. 2) 
Shadowhunter di Londra, rapito da Jonathan Morgenstern che ne assume le sembianze per infiltrarsi nell'Istituto di New York.
- Victor Aldertree (stagione 2, guest stagione 3), interpretato da Nick Sagar, doppiato da Leonardo Graziano.
È un rappresentante del Clave che arriva all'istituto in seguito alla partenza di Jace.
- Ollie (stagioni 2-3), interpretata da Alexandra Ordolis, doppiata da Giulia Catania.
Nuovo partner di Luke. È lesbica; scopre il mondo sovrannaturale quando inizia ad indagare personalmente sull'uomo.
- Catarina (stagione 3, guest stagione 2), interpretata da Sophia Walker, doppiata da Laura Romano.
Una strega, vecchia amica di Magnus Bane; lavora come infermiera in ospedale.
- Heidi McKenzie (stagione 3, guest stagione 2), interpretata da Tessa Mossey, doppiata da Laura Proscio.
Una vampira trasformata da Simon e asservita a quest'ultimo. Raphael inizia a fare degli esperimenti sulla ragazza per sapere se anche lei sia una Diurna così come il suo Sire.
- Lilith (stagione 3, guest stagione 2), interpretata da Tara Westwood (st. 2) e da Anna Hopkins (st. 3), doppiata da Giuppy Izzo (st. 2) e da Myriam Catania (st. 3).
È la madre di tutti i demoni. Si risveglia, in forma umana, grazie ai demoni usciti dal varco degli Inferi mandati da Sebastian a New York nel finale della seconda stagione.
- Charlie Cooper (stagione 3), interpretato da Brooks Darnell, doppiato da Simone Crisari.
È un mondano, precisamente un dottore, con cui inizia ad uscire Izzy all'inizio della terza stagione.
- Lorenzo Rey (stagione 3), interpretato da Javier Muñoz, doppiato da Francesco Bulckaen.
Stregone rivale di Magnus Bane che diventa il Sommo Stregone di Brooklyn all'inizio della terza stagione.
- Andrew Underhill (stagione 3), interpretato da Steve Byers, doppiato da Antonino Saccone.
È uno Shadowhunter dell'Istituto di New York, è omosessuale e sembra essere interessato ad Alec.
- Jordan Kyle (stagione 3), interpretato da Chai Hansen, doppiato da Federico Campaiola.
Il lupo mannaro che trasformò Maia, sua ex fidanzata prima che quest'ultima lo lasciasse per i suoi atteggiamenti aggressivi. Ha il compito di proteggere Simon, in pericolo da quando tutti sono a conoscenza del suo essere un vampiro diurno. Fa parte del Praetor Lupus, un clan riservato a lupi mannari che, in passato, hanno commesso errori e vogliono rimediare cercando di aiutare il prossimo.
- Regina Seelie/Amara (stagioni 2-3), interpretata da Lola Flanery, Sarah Hyland e Kimberly Sue Murray, doppiata da Arianna Vignoli, Margherita De Risi e Letizia Ciampa. 
 è la regina delle fate.

## Produzione
Nel 2010, la Screen Gems annunciò l'adattamento cinematografico del primo libro della serie Città di ossa, con la speranza d'iniziare un franchise di successo. La produzione del film tratto dal secondo libro, Città di cenere, doveva iniziare a settembre 2013, ma fu rimandata al 2014 e alla fine cancellata a causa dell'incapacità del primo film, uscito il 21 agosto 2013, di recuperare il budget di produzione.
Il 12 agosto 2014 la Constantin Film, detentrice dei diritti cinematografici, annunciò al MIPCOM che The Mortal Instruments sarebbe tornata come serie televisiva, con Ed Decter come showrunner, e che, nel caso si fosse rivelata un successo, avrebbe adattato l'intero ciclo di libri; fu inoltre annunciato che la storia sarebbe ripartita da capo. La serie fu acquistata dalla ABC Family, che il 30 marzo ordinò una prima stagione di 13 episodi.
Il 20 aprile 2015, la ABC rivelò Dominic Sherwood come primo membro del cast nel ruolo di Jace Wayland. Il 1º maggio furono svelati Emeraude Toubia come Isabelle Lightwood e Alberto Rosende nel ruolo di Simon Lewis. Cinque giorni dopo, Katherine McNamara ottenne la parte della protagonista Clary Fray. L'8 maggio, Matthew Daddario e Isaiah Mustafa si unirono al cast come Alec Lightwood e Luke Garroway rispettivamente. Alan van Sprang e Maxim Roy furono gli attori annunciati poco dopo nei ruoli ricorrenti di Valentine e Jocelyn Fray. Il 25 maggio Mouna Traoré ottenne la parte di Midori, un nuovo personaggio creato da Ed Decter, complice di Valentine e membro della sua cerchia. Il 9 giugno Lisa Marcos rivelò su Twitter di essere entrata nella serie per interpretare il capitano Vargas, un altro personaggio creato da Decter. Il 12 giugno fu rivelata, sempre attraverso Twitter, Kaitlyn Leeb come Camille Belcourt.
Le riprese sono iniziate il 25 maggio 2015 a Toronto, in Canada.
La sigla della serie è This Is The Hunt della cantante Ruelle, canzone creata appositamente per la serie TV. 

### Rinnovi
Il 14 marzo 2016 la serie viene rinnovata per una seconda stagione da 20 episodi. Durante il New York Comic Con 2016 viene comunicato che la seconda stagione è divisa in due blocchi, di cui il primo viene trasmesso dal 2 gennaio 2017 su Freeform. Nell'agosto 2016 Ed Decter, showrunner della prima stagione e creatore della serie, abbandona la serie per "differenze creative" e viene sostituito da Todd Slavkin e Darren Swimmer. Sempre nell'agosto 2016 è stato annunciato che Nick Sagar si sarebbe unito al cast della seconda stagione nel ruolo di Victor Aldertree, mentre il 2 settembre 2016 entra nel cast Alisha Wainwright nel ruolo di Maia Roberts. Il 26 gennaio 2017 Will Tudor si unisce al cast nei panni di Sebastian.
Il 13 aprile 2017 la serie è stata rinnovata per una terza stagione da 20 episodi, le cui riprese sono iniziate ad agosto 2017. Come la precedente, la terza stagione, divisa in due blocchi, ha debuttato su Freeform il 20 marzo 2018. Durante il New York Comic Con viene annunciato che Javier Muñoz entra nel cast nei panni di Lorenzo Rey, uno stregone rivale di Magnus, mentre Anna Hopkins vestirà i panni di Lilith, la madre dei demoni. Chai Hansen, il 15 gennaio 2018, è stato confermato nel ruolo del lupo mannaro Jordan Kyle.
Il 5 giugno 2018 Freeform annuncia lo stop della serie dopo la terza stagione. La seconda parte della stagione composta da 12 episodi è stata mandata in onda in primavera del 2019. Il 23 luglio 2018 Luke Baines viene confermato nel ruolo di Jonathan Christopher Morgenstern per gli ultimi 12 episodi della terza stagione.

## Distribuzione
La serie è in onda negli Stati Uniti sul canale Freeform, nuovo nome di ABC Family, dal 12 gennaio 2016, mentre dal giorno seguente Netflix la distribuisce al di fuori degli Stati Uniti, nei paesi in cui è disponibile, Italia compresa. 
Prima del debutto, il 6 dicembre 2015, è stato distribuito uno speciale dietro le quinte dalla durata di 22 minuti: Beyond the Shadows: The Making of Shadowhunters.

## Riconoscimenti
- 2016 - Teen Choice Awards[35][36]
  - Miglior serie TV emergente
  - Miglior star emergente in una serie TV a Matthew Daddario
  - Candidatura per la miglior star emergente in una serie TV a Katherine McNamara
- 2016 - Voice of TV Awards[37]
  - "Top Guilty Pleasure Show"
  - Candidatura per il miglior attore a Harry Shum Jr.
  - Candidatura per la miglior sequenza di apertura
  - Candidatura per il "Villain You Love to Hate" a Alan Van Sprang
- 2016 - TV Scoop Awards
  - Miglior Star Emergente in una Serie TV a Harry Shum Jr.
  - Candidatura per il miglior attore drammatico a Matthew Daddario
  - Candidatura per il miglior attore drammatico a Alberto Rosende
- 2016 - MTV Fandom Awards[38][39]
  - "Best New Fandom of the Year"
  - Candidatura per la "Ship of the Year" a Matthew Daddario e Harry Shum Jr.
- 2017 - Teen Choice Awards[40][41]
  - Candidatura come Miglior serie TV fantasy/sci-fi
  - Candidatura come Miglior attore in una Serie TV fantasy/sci-fi a Matthew Daddario
  - Candidatura come Miglior attrice in una serie TV fantasy/sci-fi a Emeraude Toubia
  - Candidatura come Miglior attore in una Serie TV dell'estate a Harry Shum Jr.
  - Candidatura come "Choice TV Ship" a Matthew Daddario e Harry Shum Jr.
  - Candidatura come Miglior bacio a Matthew Daddario e Harry Shum Jr.
- 2017 - Bisexual Representation Award[42]
  - Miglior rappresentazione di un personaggio bisessuale di un attore non protagonista per Harry Shum Jr.
- 2017 - GLAAD Media Awards[43][44]
  - Miglior serie drammatica
- 2017 - E! People's Choice Awards[45]
  - Candidatura per la miglior serie TV sci-fi/fantasy preferita (via cavo)
- 2018 - Bisexual Representation Award[46][47]
  - Miglior rappresentazione di un personaggio bisessuale di un attore non protagonista per Harry Shum Jr.

- 2018 - GLAAD Media Awards[48]
  - Candidatura come miglior serie drammatica
- 2018 - Teen Choice Awards[49][50][51]
  - Miglior serie TV fantasy/sci-fi
  - Miglior attore in una Serie TV fantasy/sci-fi a Matthew Daddario
  - Candidatura come Miglior attore in una Serie TV fantasy/sci-fi a Dominic Sherwood
  - Candidatura come Miglior attrice in una Serie TV fantasy/sci-fi a Katherine McNamara
  - Candidatura come Miglior attrice in una Serie TV fantasy/sci-fi ad Emeraude Toubia
  - Candidatura come "Choice TV Ship" a Matthew Daddario ed Harry Shum Jr.
  - Candidatura come Migllior cattivo in una serie TV ad Anna Hopkins
- 2018 - E! People's Choice Awards[52][53]
  - Serie TV del 2018
  - Bingeworthy Show del 2018
  - Star maschile in una serie TV del 2018 a Harry Shum Jr.
  - Star femminile in una serie TV del 2018 a Katherine McNamara
  - Candidatura per la serie TV sci-fi/fantasy del 2018

- 2019 - GLAAD Media Awards[54]
  - Candidatura per la miglior serie drammatica

- 2019 - Teen Choice Awards[55][56]
  - Miglior serie TV fantasy/sci-fi
  - Miglior attrice in una serie TV fantasy/sci-fi a Katherine McNamara
  - Candidatura per il miglior attore in una serie TV fantasy/sci-fi ad Harry Shum Jr.
  - Candidatura per il miglior attore in una serie TV fantasy/sci-fi a Dominic Sherwood
  - Candidatura per il migllior cattivo in una serie TV a Luke Baines
  - Candidatura per il Choice Ship a Dominic Sherwood e Katherine McNamara

- 2019 - E! People's Choice Awards[57]
  - Serie TV sci-fi/fantasy del 2019